# Mängd

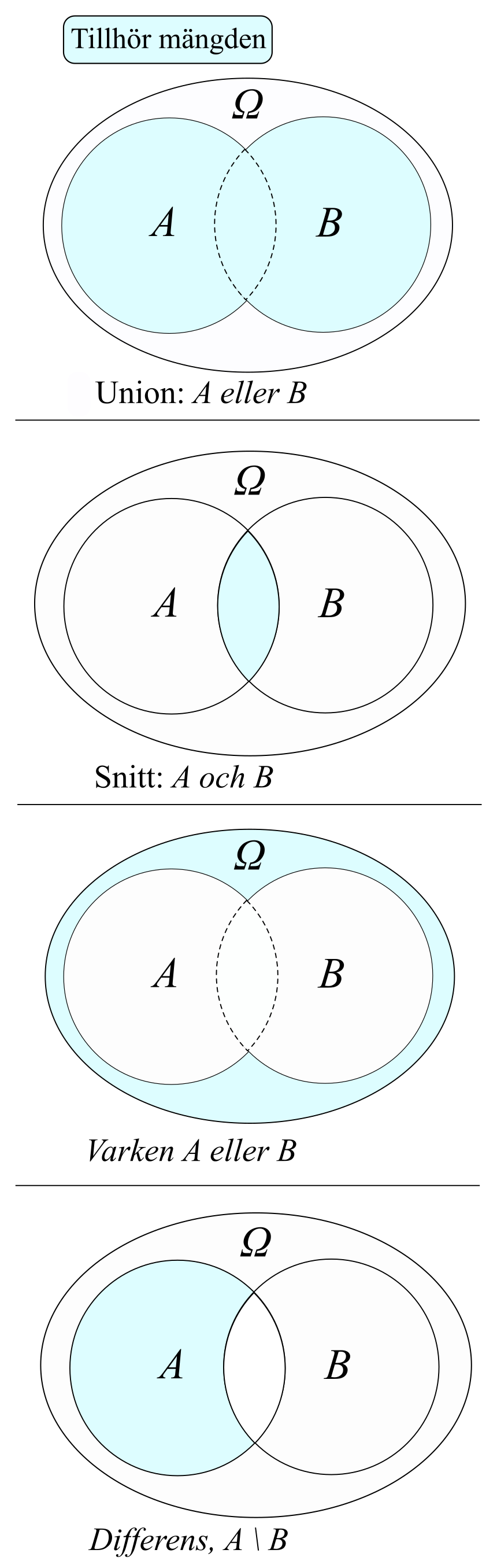
Exempel på mängder och mängdoperationer

En mängd är en samling av objekt. De objekt som ingår i en mängd kallas mängdens element. I axiomatisk mängdteori, till exempel Zermelo-Fraenkels mängdteori, finns ett antal axiom som fastställer hur mängder får bildas. De får till exempel inte ha sig själva som element. Men i stort sett är det nästan inga begränsningar på vad en mängd får innehålla.
En mängd är ändlig eller oändlig beroende på om den innehåller ett ändligt eller oändligt antal element. Ändliga mängder kan anges genom att man räknar upp elementen inom mängdklamrar; exempelvis {2, 3, 5, 7} är mängden av alla primtal under 10. Mängden av alla primtal är emellertid oändlig (det finns oändligt många primtal), så den går inte ange på detta sätt. Ett mer generellt sätt att ange mängder är genom att skriva {x : A(x)}, vilket betyder mängden av alla x som har egenskapen A (märk att andra tecken än kolon kan användas i litteraturen). Till exempel kan mängden av samtliga primtal skrivas {x : x är ett primtal}. Nästan alla matematiska begrepp kan reduceras till mängder.
Två mängder är lika om de innehåller exakt samma element. Mängder är oordnade det vill säga det spelar ingen roll i vilken ordning vi räknar upp elementen. {1, 2, 3} = {3, 1, 2}. Det spelar heller ingen roll om element räknas upp flera gånger. {1, 1, 2, 3} = {1, 2, 3, 3, 3, 3}. 
Den mängd som inte innehåller några element skrivs {} eller ∅ och kallas den tomma mängden. Den mängd som innehåller alla element som är relevanta (det vill säga alla element som ingår i domänen för det som för tillfället studeras) kallas universum, universalmängd eller "grundmängd" och betecknas ibland med bokstaven U, G eller Ω.
Vanliga operationer på mängder, så kallade mängdoperationer, är:
- Unära: komplement, potensmängd
- Binära: snitt, union, differens, produkt

Två mängder A och B sägs innehålla lika många element om och endast om det finns en bijektiv funktion från A till B. Exempelvis finns det ingen sådan från de naturliga talen till de reella och därför kan man säga att det finns fler reella tal än naturliga.
Antalet element i en mängd betecknas med absolutbelopp, exempelvis |M|  och kallas mängdens kardinaltal. Mängden av alla naturliga tal (ℕ) har kardinaltalet Alef-noll (ℵ₀) som är den minsta oändliga kardinaliteten.

## Mängdegenskaper
- Öppen mängd och sluten mängd
- Kompakt mängd
- Ordnad mängd

## Särskilda mängder
Det finns ett antal mängder som är särskilt viktiga och så vanliga inom matematiken att de har fått egna symboler. En av dessa är den tomma mängden och de flesta andra brukar skrivas med typsnittet blackboard bold eller dubbel vänsterkant:
- ℙ, mängden av alla primtal: ℙ = {2, 3, 5, 7, 11, 13, 17, …}
- ℕ, mängden av alla naturliga tal: ℕ = {0, 1, 2, 3, 4, …} (ibland: {1, 2, 3, 4, …})
- ℤ, mängden av alla heltal: ℤ = {…, -3, -2, -1, 0, 1, 2, 3, …}
- ℚ, mängden av alla rationella tal: ℚ = { a⁄b : a, b ∈ ℤ, b ≠ 0}
- ℝ, mängden av alla reella tal
- ℂ, mängden av alla komplexa tal: ℂ = {a + bi : a, b ∈ ℝ}
- ℍ, mängden av alla kvaternioner: ℍ = {a + bi + cj + dk : a, b, c, d ∈ ℝ}

Alla ovanstående mängder innehåller oändligt många element och är äkta delmängder till mängderna under.
Man brukar även tala om mängderna ℝn (för alla heltal n större än 0), som är mängderna av n-tiplar av tal ur ℝ. Till exempel är ℝ2, mängden av alla talpar (a, b) där a, b ∈ ℝ.

### Andra särskilda mängder
- Cn, mängden av alla funktioner som är kontinuerligt deriverbara n gånger.
- C∞, mängden av alla glatta funktioner.
- D = C∞0, mängden av alla testfunktioner.
- D′, mängden av alla distributioner.
- L, mängden av alla funktioner vars integral av absolutbeloppet är ändlig.
- Ln(M), mängden av alla funktioner vars integral av absolutbeloppet upphöjt till n är ändlig på M.
  - Ln(ℝ) = alla funktioner f sådana att {\displaystyle \scriptstyle {\int _{-\infty }^{\infty }|f(t)|^{n}dt\,<\,\infty }}
- L1loc , mängden av alla funktioner som är integrabla till absolutbeloppet på ett slutet begränsat intervall